# 後白河 (小惑星)
後白河（ごしらかわ、3585 Goshirakawa）は、小惑星帯にある小惑星である。
1987年1月28日、新島恒男と浦田武が群馬県尾島町（現・太田市）で発見した。

## 命名
名称は平安時代末期の第77代天皇・後白河天皇（1127年 - 1192年）にちなむ。
浦田は、(4375) 清盛や (3733) 義朝、(3902) 頼朝をはじめとして、多くの小惑星に『平家物語』に登場する平安時代末期（保元・平治の乱から源平合戦にかけて）の歴史人物の名を付けている。浦田が命名したこの時期の天皇家関連の小惑星には、
- (5683) 美福門院：第74代鳥羽天皇（後白河天皇の父）の皇后
- (4767) Sutoku（崇徳）：第79代天皇。後白河天皇の兄
- (5578) Takakura（高倉）：第80代天皇。後白河天皇の子
- (5242) 建礼門院：高倉天皇の中宮
- (5684) 小督：高倉天皇の寵姫
- (3686) 安徳：第81代天皇。後白河天皇の孫
- (5650) 以仁王：後白河天皇の子

がある。

## 註
1. ↑  太田宇宙の会公式サイト内、「小惑星1」、